# コインロッカーベイビー
コインロッカーベイビーは、鉄道駅などに設置されているコインロッカーに遺棄された新生児である。捨て子事件であり、新生児が死亡していれば死体遺棄事件でもある。1973年に前後して日本国内で同時多発的に発生、社会問題となった。

## 概要
従来、捨て子は捨てた側の親が遺棄するに辺り、子が少なくとも生き長らえるよう発見されやすい場所や児童養護施設など発見され次第保護が受けられる場所に置き去りにされる傾向にあった。この中では、不完全ながらも身の回りの物品が添えられたり、発見者や拾う側などにメッセージが添えられることすらあった。しかしコインロッカーベイビーでは、コインロッカーが施錠できる公共の施設であることから、以下のような要素が絡んでくる。
- 遺棄した側の匿名性が保持されやすい
- 異変に気付いても第三者が中を改めにくい
- プライバシーがあるため容易には開けられない
- そもそも人間を含む動物を入れることが想定外
  - 換気が不十分ないしほとんど無いため窒息の恐れがある
  - 想定外利用なため異常が見落とされがちである（長く放置されやすい）

このため、発見は「異臭がする」など既に死亡していることも少なくない。
この問題では、1971年にコインロッカーで乳幼児の死体が発見されて以降、年数件の頻度でコインロッカーからこのような乳幼児が発見された。1972年5月には新宿駅西口地下街のコインロッカーにて新生児の遺体が発見された。1973年2月4日に、東京都渋谷駅のコインロッカーに預けられたまま保管期限が過ぎたロッカーから紙袋が回収され、翌5日に紙袋から異臭がしたため、回収し保管していた警備員が中を改めると、生まれたばかりと思しき男児の遺体が入っていたという事件が発生した。この男児遺体は女性用下着やスラックス・風呂敷などで包まれていて、遺棄した者も結局わからなかった。同年3月に大阪でバラバラ殺人の被害者遺体がコインロッカーに隠されるという事件が発生したことを契機として、地域のコインロッカーを一斉に調査したところ、バラバラ殺人事件で頭部が発見された大阪駅より、へその緒と胎盤がついたままタオルに包まれビニールの手提げ袋に入れられた新生児の遺体が発見された。同年だけで大都市のターミナル駅を中心に、46件の遺棄事件が発覚し、社会問題となった。このため、日本国有鉄道では同種の犯罪を防止するため、同年7月20日より従来最大5日以内だったコインロッカーの使用期限を3日以内に短縮した。

## 社会背景
高度経済成長から日本人の生活は一気に高度化、社会全体に豊かさが行き渡った反面、社会の発達は様々な自動化・無人化されたサービスを生んだ。コインロッカーは、1953年に東京駅八重洲口に当初係員から鍵を借り受ける形で始まったが、この時代にはその利便性が受け、全国の駅に設置されていた。
その一方、若者世代の内には、未婚のまま子供が出来るケースも増大していた。この中では、出産から育児・子育てに対応できるだけの社会的支持基盤がなく、人知れず出産して子を持て余し、あるいは邪魔になったとしてそのまま遺棄してしまったりするケースも増大していたという。
コインロッカーベイビーで遺棄した側が検挙された例の多くでは、未婚の母であったという。

## 文化面への影響
社会問題化したため、以下のようにこれにまつわる作品も存在し、死亡した状態で発見されるケースが多かったながらも、「もし遺棄された子供が生きていたなら」という前提で、この捨てられた子供を主人公とした作品も見られる。
『コインロッカー・ベイビーズ』
1980年に上記の一連の事件をモチーフとして、村上龍によって描かれた長編小説。コインロッカーベイビーとして遺棄された主人公2人は仮死状態で発見され、同じ孤児院・同じ養父母のもとで育った後、別々の道を歩む。
『青空ふろっぴぃ』
細野不二彦の漫画（1985年 - 1986年連載）。主人公はコインロッカーベイビーとして遺棄され、浮浪者に育てられる。
『コインロッカーのネジ。』
こなみ詔子の漫画。コインロッカーベイビーであった主人公は、財布をすり取ったことをきっかけに自殺未遂の過去を持つ青年に拾われる。
『間引き』
藤子・F・不二雄のSF短編の一編。コインロッカーベイビーを例として、人口爆発後の人類の「愛情の消滅」をテーマに置いている。
『龍が如く7 光と闇の行方』
セガから発売されたゲーム。元極道である主人公とその兄弟分は同じ年の同じ日に生まれ、コインロッカーベイビーとなった挙げ句、育て親の取り違えによって全く異なる運命を辿ることとなる。
『コインロッカーベイビー』
2013年2月2日にニコニコ動画にMARETUによって投稿された初音ミクオリジナル曲。先が読めない曲調が特徴的。
上記のほか、コインロッカーで遺棄された赤子が後に幽霊として出現する怪談や都市伝説が流布した。その内容は、育てきれなくなった赤子をコインロッカーに遺棄した経験を持つ母が、数年後にやむなく（それまでは避けていた）そのコインロッカーの付近を通ったときに泣いている男児を見つけ、「お母さんは？」と声をかけると男児から「お前だ！」と返事されるというものである。